# Calótipo

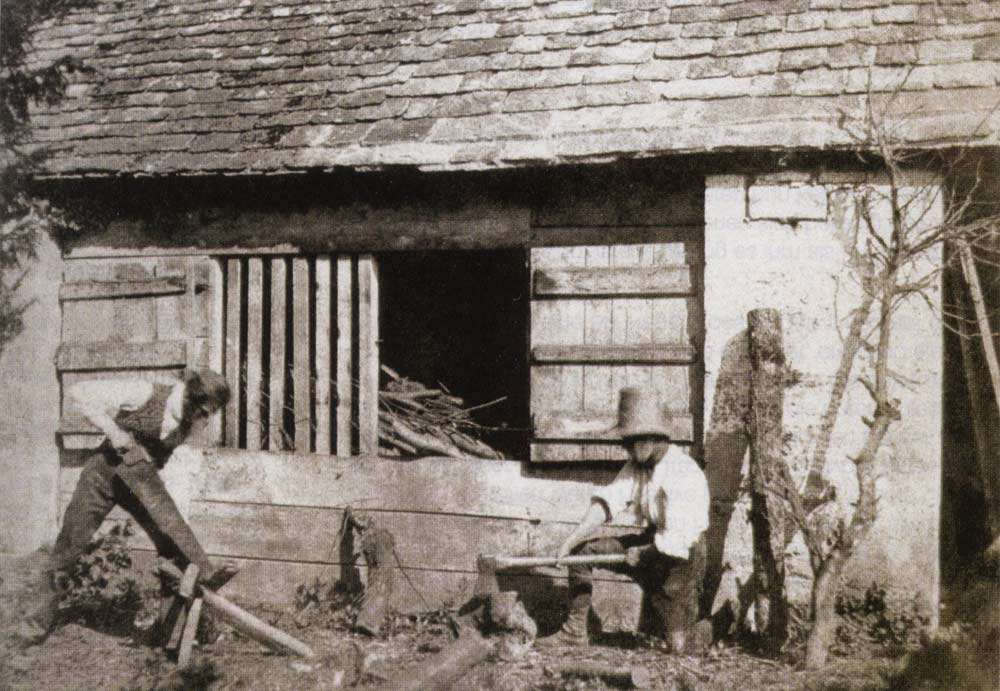
Calótipo de autoria de Talbot.

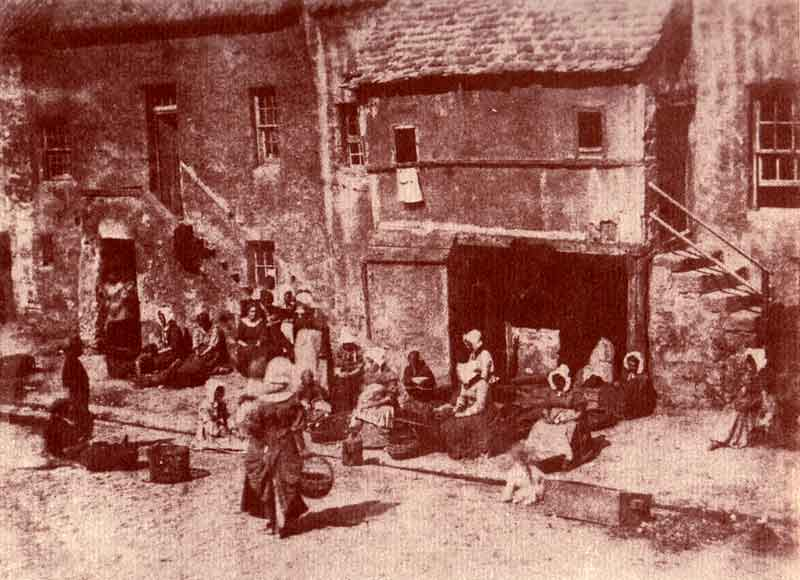
Calótipo ou talbótipo.

O calótipo ou talbótipo foi um processo fotográfico pioneiro, antecessor da atual fotografia empregando negativo/positivo. 

## História
Foi inventado por William Fox Talbot em 1836 e registado pelo mesmo, na Royal Society em Londres, em 1841.

## Processo
Basicamente o processo consiste na exposição à luz, com o emprego de uma câmara escura, de um negativo em papel sensibilizado com nitrato de prata e ácido gálico. Posteriormente este é fixado numa solução de hipossulfito de sódio. Quando pronto e seco, positiva-se por contacto directo num papel idêntico.
Este procedimento é muito parecido com o da revelação fotográfica regular, dado que produzia uma imagem em negativo que podia ser posteriormente positivada tantas vezes como necessário. 
A primeira fotografia que podia ser copiada de um negativo tinha suas qualidades próprias: um aspecto atraente, macio e rico, parcialmente resultante das fibras de papel do qual o negativo era feito. As linhas, no entanto, não eram bem definidas, o que tornava os detalhes apagados e enevoados. O aspecto do calótipo lembra um desenho artístico a carvão e muitos fotógrafos usaram-no deliberadamente para obter um resultado pictórico, em particular em cenas de arquitetura, paisagens e naturezas-mortas.
O inventor, deve ter percebido que o calótipo se prestava a esse tipo de fotografias, pois seus melhores trabalhos reproduzem aqueles motivos.